# 행오버 2
《행오버 2》(영어: The Hangover Part II)는 2011년 개봉한 미국의 코미디 영화이다. 토드 필립스가 감독하고 필립스가 크레이그 메이진, 스콧 암스트롱이 공동 각본을 썼다. 레전더리 픽처스가 제작하고 워너 브라더스가 배급하였다. 이 영화는 2009년 영화 《행오버》의 속편이자 행오버 3부작의 두 번째 편이다. 브래들리 쿠퍼, 에드 헬름스, 자흐 갈리피아나키스, 켄 정, 제프리 탬버, 저스틴 바사와 폴 지어마티가 출연한다.
이 영화의 제작은 2009년 4월에 시작 되었는데, "더 행오버"가 개봉되기 2개월 전이였다. 주요 배우는 2010년 3월 첫 번째 영화에서 역할을 다시 맡고 있다. 본 촬영은 2010년 10월, 캘리포니아주 온타리오에서 시작되어 태국으로 이동했다. 이 영화는 2011년 5월 26일에 개봉되어 극장 영화 중 가장 높은 수익을 올린 R등급의 영화가 되었다. 2013년 5월 23일 세 번째이자 마지막 편인 "행오버 3"가 개봉되었다.

3부작 중 유일하게 대한민국에서 정식 개봉한 작품이기도 하다.

## 줄거리
결혼을 앞둔 스튜(에드 헬름스). 절친한 친구 필(브래들리 쿠퍼)과 더그(저스틴 바사)를 결혼식이 열리는 태국으로 초청한다. 이들의 괴짜 친구 앨런(잭 가리피아나키스)이 여기에 합류하고자 한다. 스튜는 2년 전 기억을 떠올리며 손 사례를 치지만 앨런과 함께 가자는 다른 친구들의 끈질긴 설득에 결국 넘어가고야 만다. 그러나 친구가 항상 정도를 제시하는 건 아니다. 스튜와 필은 앨런이 가지고 온 맥주를 마시고 기억을 잃는다. 앨런이 여러 가지 약품들을 술에 넣었기 때문이다. 아침에 일어난 스튜 일행은 미스터 차우(켄 정)와 원숭이, 그리고 잘린 손가락을 보고 기겁한다. 스튜의 처남이 될 테디(메이슨 리)가 사라진 사실까지 알게 되자, 스튜는 절망에 빠진다.

## 출연
- 브래들리 쿠퍼 - 필립 "필" 웨넥 역
- 에드 헬름스 - 닥터 스튜어트 "스투" 프리스 역
- 자흐 갈리피아나키스 - 앨런 가너 역
- 저스틴 바사 - 더글라스 "더그" 빌링스 역
- 켄 정 - 레슬리 초우 역
- 사샤 바레즈 - 트레이시 블링스, 더그의 아내 역
- 제이미 정 - 로렌 프리스, 스투의 약혼녀 역[2]
- 질리언 빅맨 - 스테파니 웨넥, 필의 아내 역
- 메이슨 리 - 티오도르 "테디" 스리사이, 로렌의 동생 역[2]
- 브라이언 칼렌 - 사미르, 방콕의 스트립 클럽 주인 역
- 폴 지어마티 - 킹슬리/탐정 피터스, 인터폴의 비밀 요원 역
- 제프리 탬버 - 시드니 "시드" 가너 역[3]
- 산드라 커리 - 린다 가너, 트레이시와 앨런의 어머니 역
- 야스민 리 - 킴벌리 "키미" 역[4]
- 니루트 시리잔야 - 퐁 스리사이, 로렌의 아버지 역
- 펜팍 시리쿨 - 조이 역
- 크리스털 더 멍키 - 더 드러그, 딜링 원숭이 역
- 마이크 타이슨[5]
- 닉 카사베츠 - 방콕 문신 예술가 역